# لويس جونغ
لويس جونغ (بالفرنسية: Louis Jung)‏ هو سياسي فرنسي، ولد في 18 فبراير 1917 في الراين الأسفل في فرنسا، وتوفي في 22 أكتوبر 2015 في ستراسبورغ في فرنسا. حزبياً، نشط في الحزب الاشتراكي.

## مناصب
- انتخب رئيس بلدية [الإنجليزية]‏ ألتويلير.
- انتخب رئيس بلدية [الإنجليزية]‏ هارسكيرتسن.
- انتخب عضو المجلس العام  [لغات أخرى]‏.
- انتخب عضو مجلس الشيوخ الفرنسي.